# تشارلز سترينج
تشارلز سترينج هو سياسي كندي، ولد في 12 نوفمبر 1909 في بورتسليد ‏ في المملكة المتحدة، وتوفي في 4 مايو 1992 في سيمكو ‏ في كندا. نشط حزبياً في Co-operative Commonwealth Federation (Ontario Section) ‏. وقد انتخب عضو برلمان مقاطعة أونتاريو ‏.